# 劳亚龟属
劳亚龟属（学名：Laurasichersis）为四川龟科的一属已灭绝的爬行动物。

## 下属物种
本属包括以下物种：
- Laurasichersis relicta Pérez-García, 2020[2]